# سيراس لورانس
سيراس لورانس (بالإنجليزية: Cyrus Lawrence)‏ هو لاعب كرة قدم أمريكية أمريكي، ولد في 1960.